# Diego Arias (Radsportler)
Diego Alfonso Arias Cuervo (* 9. Februar 1988) ist ein kolumbianischer Cross-Country-Mountainbiker.

## Sportlicher Werdegang
Arias stammt aus Boyacá. Er ist Spezialist im Mountainbike-Marathon (XCM), wo er dreimaliger kolumbianischer Meister ist (2011, 2014, 2023). Einen Großteil seiner Karriere verbrachte er in Italien an der Seite von Leonardo Páez.
Arias’ größter Erfolg war der Gewinn der Silbermedaille bei den Mountainbike-Marathon-Weltmeisterschaften 2021 auf Elba. In der UCI-Mountainbike-Marathon-Serie gewann er 2018 das Rennen am Ätna, 2022 siegte er im Appenninica-Etappenrennen, 2023 im Weltcup-Rennen von Finale Ligure.
2023 fuhr Arias verstärkt im olympischen Cross-Country (XCO) und landete bei den kolumbianischen Meisterschaften einen Doppelsieg in XCO und XCM, in letzterem vor Miguel Ángel López. Bei Panamerika-Meisterschaften erzielte er in dieser Disziplin 2011, 2015 und 2024 jeweils vierte oder fünfte Plätze. Das olympische Mountainbikerennen 2024 beendete er auf dem 31. Platz, als letzter der nicht überrundeten Fahrer.

## Erfolge
2011
 Kolumbianischer Meister – XCM
2014
 Kolumbianischer Meister – XCM
2018
ein Sieg in der UCI-Mountainbike-Marathon-Serie (Ätna)
2021
 Weltmeisterschaften – XCM
2023
 Kolumbianischer Meister – XCO, XCM
ein Weltcup-Sieg (XCM Finale Ligure)